# Dolen (Zlatograd)
Pour les articles homonymes, voir Dolen.
Dolen (en bulgare : Долен) est un village du sud de la Bulgarie situé dans la commune de Zlatograd dans l'oblast de Smolyan, non loin de la frontière grecque. En 2006, une expédition ethnologique a été menée dans le village.